# 지방도 제827호선
지방도 제827호선은 전라남도 해남군 북일면 북일초교앞에서 삼산면 삼산면신기리 교차로를, 강진군 칠량면 칠량면소재지에서 장흥군 관산읍 옥당리를, 강진군 군동면 군동면호계리 교차로에서 영암군 영암읍 학송리를 잇는 전라북도의 지방도이다.
1983년에는 노선명이 '완도 ~ 해남선'이었으며 1995년 12월 8일 종점이 해남군 삼산면으로 단축되면서 '완도 ~ 삼산선'이 되었다가 2003년 3월 27일 완도군 완도읍 ~ 해남군 북일면 구간이 국도 제77호선으로 승격되어 '북일 ~ 삼산선'으로 단축되었다.
2009년 도로현황조서 기준으로 지방도 제829호선, 지방도 제837호선을 편입하였다. 하지만 각 편입한 노선과 본래 노선끼리는 전혀 연계되지 않는다.

## 연혁
- 1983년 12월 14일 : 도로 확포장공사를 위해 완도군 완도읍 군내리 ~ 중도리 3.994km 구간 도로구역 변경[1]
- 1984년 12월 10일 : 도로 확포장공사를 위해 완도군 완도읍 중도리 ~ 정도리 2.506km 구간 도로구역 변경[2]
- 1985년 12월 23일 : 기점을 '완도군 완도읍 군내리', 종점을 '해남군 해남읍 성내리'로 명시하고 도로개량이 완료된 완도군 완도읍 군내리 ~ 군외면 월동리 6.225km 구간과 해남군 삼산면 신기리 ~ 해남읍 성내리 6.05km 구간 도로예정지 해제[3]
- 1986년 8월 20일 : 1987년 9월까지 완도 ~ 원동간 도로(완도군 완도읍 정도리 ~ 화흥리) 2.49km 구간 확포장공사를 위해 도로구역 변경[4]
- 1987년 1월 22일 : 완도군 군외면 원동리 325m 구간과 완도군 완도읍 군내리 ~ 정도리 5.9km 구간, 해남군 삼산면 신기리 ~ 해남읍 성내리 6.05km 구간 도로예정지 해제[5]
- 1987년 7월 27일 : 1988년 2월까지 완도 ~ 원동간 도로(완도군 완도읍 대신리) 2.76km 구간 확포장공사 계획을 공고[6][7]
- 1988년 1월 4일 : 완도군 완도읍 군내리 ~ 당인리 11.425km 구간 도로예정지 해제[8]
- 1988년 2월 10일 : 1988년 9월까지 완도군 군외면 원동리 ~ 대신리 2.58km 구간 확포장공사 계획을 공고[9]
- 1988년 9월 27일 : 1988년 12월까지 도로 확포장 공사를 위해 완도군 군외면 대문리 700m 구간 도로구역 결정[10]
- 1989년 1월 6일 : 완도군 완도읍 군내리 ~ 대신리 12.51km 구간과 완도군 군외면 원동리 ~ 대문리 1.94km 구간 도로예정지 해제[11]
- 1989년 5월 13일 : 1989년 12월까지 완도군 군외면 신학리 ~ 완도읍 대신리 5.58km 구간 확포장공사 계획을 공고[12]
- 1991년 4월 12일 : 1993년 11월까지 북일 ~ 삼산간 도로(해남군 북일면 흥촌리 ~ 삼산면 평활리) 9.933km 구간 확포장공사 계획을 공고[13]
- 1992년 1월 27일 : 해남군 북일면 흥촌리 ~ 삼산면 평활리 9.933km 구간 도로예정지 해제[14]
- 1995년 12월 8일 : 종점을 기존 해남군 해남읍 성내리에서 '해남군 삼산면 평활리'로 단축함. 이에 따라 노선명을 '완도 ~ 해남선'에서 '완도 ~ 삼산선'으로 변경하고 총 연장 42.1km가 됨.[15]
- 1996년 5월 20일 : 1997년 2월까지 계동 위험도로(해남군 삼산면 신흥리 ~ 연동리) 개량공사를 위해 1.0km  구간 도로구역 변경[16]
- 1998년 5월 30일 : 1999년 2월까지 완도지구(완도군 완도읍 군내리) 개량공사를 위해 560m 구간 도로구역 변경[17]
- 2000년 2월 11일 : 2006년 1월까지 대신교(완도군 완도읍 화흥리 ~ 대신리) 개축공사를 위해 300m 구간 도로구역 변경[18]
- 2003년 3월 27일 : 기점을 완도군 완도읍 군내리에서 '해남군 북일면 신월리'로 단축함. 이에 따라 노선명을 '완도 ~ 삼산선'에서 '북일 ~ 삼산선'으로 변경하고 총 연장 9.7km가 됨.[19]
- 2004년 9월 30일 : 2005년 12월까지 양촌교(해남군 삼산면 평활리) 개축공사를 위해 460m 구간 도로구역 변경[20]
- 2009년 5월 13일 : 2012년 4월까지 해남 평활2지구(해남군 삼산면 평활리) 개량공사를 위해 900m 구간 도로구역 변경[21]
- 2012년 6월 20일 : 2017년 12월까지 강진 까치내재터널(강진군 군동면 파산리 ~ 작천면 삼당리) 개설공사를 위해 3.3km 구간 도로구역 변경[22]
- 2020년 2월 20일 : 오소재(해남군 북일면 흥촌리 ~ 운전리) 990m 구간 개량 개통, 기존 해남군 북일면 흥촌리 총 680m 구간 폐지[23]

## 주요 경유지

### 본래 노선
- 해남군
  - 북일면 북일초교앞 - 두륜중학교 - 흥촌리 - 흥촌지 - 오소재(오심재)
  - 삼산면 오소재(오심재) - 삼산면산림리 교차로 - 양촌저수지 - 양촌교 - 평활리 - 삼산면보건지소 - 삼산면신기리 교차로

### 구지방도 제837호선노선
- 강진군
  - 칠량면 칠량면소재지 - 영동리 - 송정리 - 송촌교 - 칠량면치산리 교차로 - 단월리 - 명주리 - 골투재(골치재)

- 장흥군
  - 관산읍 골투재(골치재) - 부평리 - 농안리 - 농안교 - 용전리 - 옥당리 - 관산읍옥산리 교차로 - 천관산시장 - 옥당사거리 - 학교 - 죽교 교차로

### 구지방도 제829호선노선
- 강진군
  - 군동면 군동면호계리 교차로 - 호계리 - 파산리 - 금곡사 - 까치내재
  - 작천면 까치내재 - 평기리 - 삼당리 - 중당삼거리 - 작천교 - 평리 - 강진작천중학교 - 작천면소재지 - 작천면평리 교차로 - 작천면군자리 교차로 - 대롱재 - 작천면갈동리 교차로 - 갈동리 - 오갈재
  - 성전면 오갈재 - 봉티재(풀치재)

- 영암군
  - 영암읍 봉티재(풀치재) - 학송리

## 중복 구간
- 강진군 작천면 중당삼거리 ~ 작천면소재지 : 지방도 제830호선과 중복

## 도로명
- 해남군 북일면 북일초교앞 ~ 삼산면 삼산면신기리 교차로 : 오소재로
- 강진군 칠량면 칠량면소재지 ~ 장흥군 관산읍 옥당사거리 : 칠관로
- 장흥군 관산읍 옥당사거리 ~ 죽교 교차로 : 정남진로
- 강진군 군동면 군동면호계리 교차로 ~ 영암군 영암읍 학송리 : 까치내로